# Дударев, Дмитрий Викторович
Дмитрий Викторович Ду́дарев (23 февраля 1976, Усть-Каменогорск, Казахская ССР, СССР) — казахстанский хоккеист, крайний нападающий. Играл за сборную Казахстана на двух зимних Олимпиадах.
Воспитанник усть-каменогорского хоккея, тренер — Владимир Копцов.
Тренер ЦСКА 2003 в сезоне 2016/17.

## Достижения
- Четвертьфиналист зимних Олимпийских игр 1998 г.
- Участник зимних Олимпийских игр 2006 г. (9 место)
- Чемпион зимних Азиатских игр 2011 г.
- Чемпион зимней Универсиады 1995 г.
- Чемпион России 2006 г.
- Чемпион Казахстана 1995—1997 гг.